# Modella seduta, di profilo, studio per Le modelle
Modella seduta, di profilo, studio per Le modelle (Poseuse assise, de profil, étude pour Les Poseuses) è un dipinto a olio su tavola (25x16 cm) realizzato nel 1887 dal pittore Georges-Pierre Seurat.
È conservato nel Musée d'Orsay di Parigi.
Questo è una sezione del dipinto finale Le modelle; e rappresenta una modella  seduta su uno sgabello blu, mentre si tocca la caviglia.